# Jewgenija Sergejewna Tschirikowa

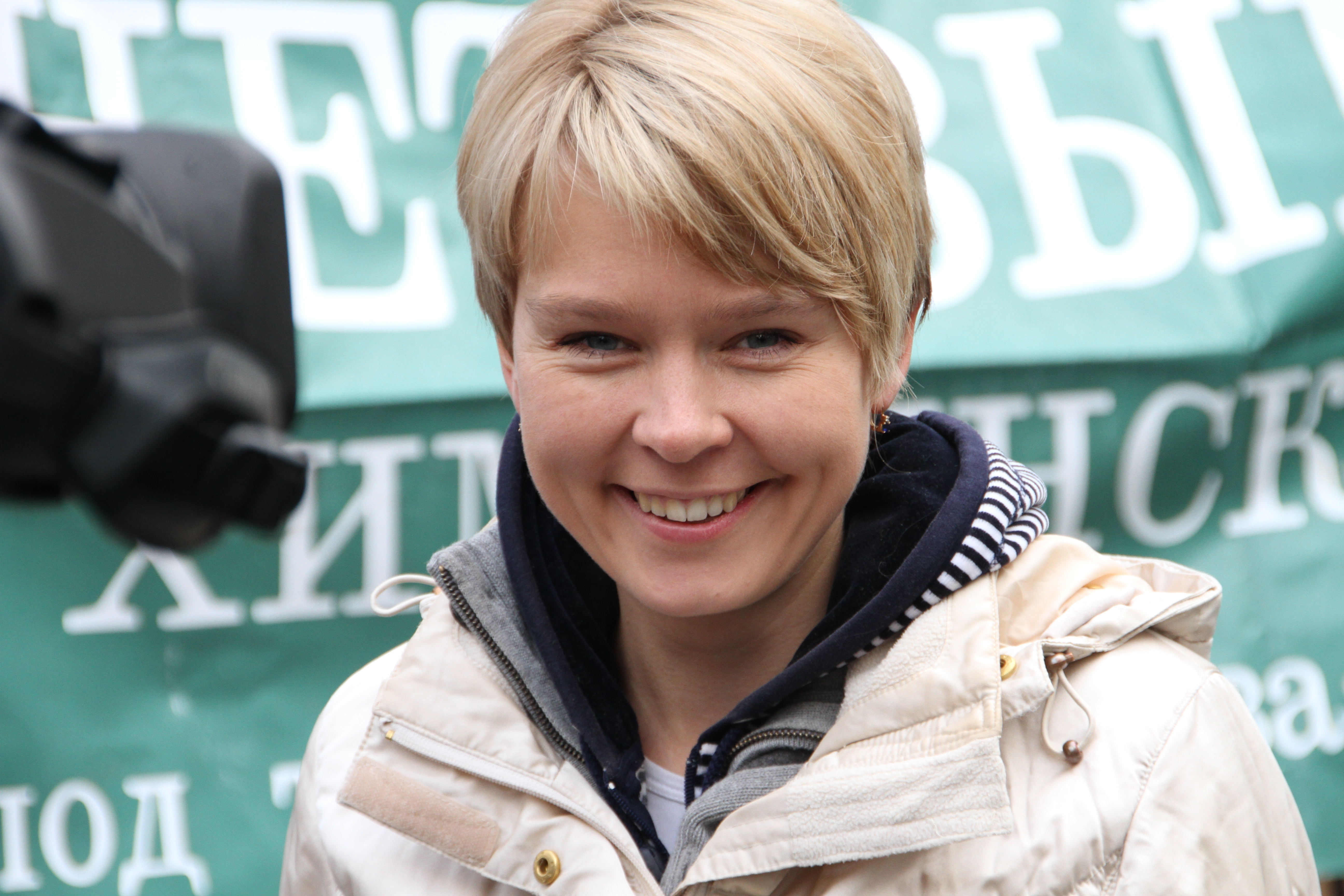
Jewgenija Tschirikowa (2011)

Jewgenija Sergejewna Tschirikowa (russisch Евгения Сергеевна Чирикова; * 12. November 1976 in Moskau) ist eine russische Luftfahrtingenieurin, Unternehmerin und Aktivistin.

## Leben
Tschirikowa, Tochter eines Kernphysikers, besuchte in Moskau die Literaturklasse der nach Soja Anatoljewna Kosmodemjanskaja und Alexander Anatoljewitsch Kosmodemjanski benannten Schule Nr. 201 mit Abschluss 1994 und begann dann das Studium am Moskauer Staatlichen Luftfahrtinstitut (MAI). Bereits während des Studiums arbeitete sie ab 1999 als Programmierer in der Leninscher-Komsomol-Automobilfabrik. Sie heiratete den Physiker Michail Wjatscheslaw Matwejew und ließ sich mit ihm in Chimki nieder, um ihren beiden Kindern die schlechte Luft Moskaus zu ersparen. 2000 schloss sie ihr Studium am MAI in der Ingenieursfakultät, Fachrichtung Flugmotoren, und in der Ökonomie-Fakultät ab.
2000 wurde Tschirikowa Beraterin in der Gesellschaft Inspro und leitete die Einführung eines Systems zur Digitalisierung der Inspro. Ende des Jahres wurde sie Leiterin des Projekts zur Automatisierung der Buchhaltung in der Holding Rasguljai-Zentr. 2002 wurde sie Leiterin des Projekts für die Entwicklung eines Verwaltungssystems für Entwicklungsprojekte der Holding Bisnes-Nowazija.
2004 gründete Tschirikowa mit ihrem Mann die Firma ESOP für die Erstellung von Projektdokumentationen für den Bau und die Sanierung von Kernkraftwerken, Höchstspannungsanlagen, Kompressorstationen und Industrie-Objekten und übernahm die Geschäftsführung. Infolge des zunehmenden Geschäftsbetriebes gründete sie später zusätzlich die Planungsfirma Elnar-Serwis.
2005 schloss Tschirikowa ihr weiteres Studium an der Russischen Akademie für Volkswirtschaft und Öffentlichen Dienst beim Präsidenten der Russischen Föderation als Magister der Geschäftsadministration ab.
Im Sommer 2006 bemerkte Tschirikowa bei einem Familienspaziergang im Chimkier Wald Markierungen an Bäumen. Im Internet fand sie den Erlass des Gouverneurs der Oblast Moskau Boris Wsewolodowitsch Gromow für den Bau einer Autobahn durch diesen Wald. Sie informierte die Öffentlichkeit, so dass sich ein Kreis der Verteidiger des Chimkier Waldes bildete. 2008 war sie Zeugin im Strafverfahren nach dem Anschlag im November auf den Chefredakteur der Chimkier Prawda Michail Wassiljewitsch Beketow, der die Stadt- und Oblast-Verwaltung kritisiert hatte. Sie wurde bekannt als Aktivistin und Führerin der Volksbewegung der ökologischen Verteidigung der Oblast Moskau. Im Januar 2009 wurde Tschirikowa nach Einzahlung von 150.000 Rubel, die von Mitstreitern gesammelt worden waren, als Kandidatin für die Chimki-Bürgermeisterwahl registriert und trotz Verhinderungsversuchen von der Wahlkommission bestätigt. Sie verlor die Wahl gegen Wladimir Wladimirowitsch Streltschenko und beklagte viele Gesetzesverstöße. 2009 war sie Zeugin im Strafverfahren nach der Ermordung im Januar 2009 des Rechtsanwalts Stanislaw Jurjewitsch Markelow, der auch Beketow gegen den sich verleumdet fühlenden Bürgermeister Streltschenko vertreten hatte. Aus Angst um ihr Leben beantragte Tschirikowa Schutz und Aufnahme in das Zeugenschutzprogramm, was ihr verweigert wurde.
Nach Unterzeichnung des Erlasses Nr. 1642 zur Übertragung des Chimkier Walds an das Transport- und Industrieministerium durch Ministerpräsident Putin im November 2009 schickte Tschirikowa einen Offenen Brief mit einer Videobotschaft an den russischen Präsidenten Dmitri Anatoljewitsch Medwedew. Darin forderte sie den Rücktritt der Regierung Putin, die Ungültigkeit des Erlasses Nr. 1642 und die Einsetzung einer Präsidentenkommission zur Bereinigung der Widersprüche beim Bau der Autobahn M11 von Moskau nach St. Petersburg und des Moskauer Zentralen Autobahnrings. Am 10. März 2010 unterzeichnete sie den Oppositionsaufruf Putin muss gehen!
Im Juli 2010 wurde begonnen, im Chimkier Wald vom Flughafen Moskau-Scheremetjewo her Bäume zu fällen. Darauf errichteten die Öko-Verteidiger ein Lager und Barrikaden. Am Morgen des 23. Juli wurde das Lager von maskierten Unbekannten angegriffen, Tschirikowa wurde mit anderen Öko-Aktivisten von der OMON verhaftet, das Lager wurde aufgelöst, und die Fällungen wurden fortgesetzt. Am 28. Juli 2010 warfen Antifa-Aktivisten und Anarchisten Steine und Rauchbomben gegen Gebäude der Chimkier Verwaltung, beschossen die Bürgermeisterei mit Schreckschusspistolen und schrieben auf die Wände Rettet den russischen Wald! Während die Chimkier Stadtverwaltung Tschirikowas Festnahme betrieb, obwohl sie an der Aktion nicht beteiligt war, verurteilte das Friedensgericht einige Tage später Tschirikowa wegen der Ereignisse am 23. Juli und Widerstands gegen die Polizei. Unterstützt wurden die Verteidiger des Chimkier Waldes von Greenpeace, WWF und Transparency International mit der Bitte an Medwedew, die Zerstörung des Chimkier Waldes zu stoppen. Im September 2010 kündigten Greenpeace Russland, WWF Russland, das Zentrum für Naturschutz und die Union für den Schutz der Vögel Russlands die Bildung einer Koalition für den Moskauer Wald an. Im November 2010 wurde Tschirikowa zur Vorsitzenden des Koordinierungsrats aller regionalen gesellschaftlichen Organisationen des Landes gewählt.
Am 21. Februar 2011 machte Tschirikowa die Absicht der Rajonbehörde bekannt, ihr das Sorgerecht für ihre Kinder wegen Misshandlung und Vernachlässigung der Kinder und Bekanntschaft mit problematischen Personen  abzunehmen. Im März 2011 traf sie den Vizepräsidenten der Vereinigten Staaten Joe Biden während seines Staatsbesuchs in Russland, den sie über Alternativtrassen Moskau-St. Petersburg und Putins Unterstützung der Korruption informierte und der ihr den Woman of Courage Award überreichte. Im Mai 2011 legten Tschirikowa und ihre Mitstreiter wieder ein Lager an, um die Baumfällaktion im Chimkier Wald zu stoppen. Im Juni 2011 veranstaltete sie im Chimkier Wald das Anti-Seliger-Bürgerforum, auf dem insbesondere Alexei Anatoljewitsch Nawalny. Stanislaw Alexandrowitsch Belkowski und Artemi Kiwowitsch Troizki auftraten. Tschirkowa kündigte an, den US-Senatoren Schwarze Listen der Verräter der gesellschaftlichen Interessen Russlands zu übergeben.
Bei der Chimki-Bürgermeisterwahl 2012 nach dem Rücktritt Streltschenkos 2012 kandidierte Tschirikowa gegen den Politiker Oleg Lwowitsch Mitwol und den Unternehmer Oleg Fjodorowitsch Schachow neben weiteren unbedeutenden Kandidaten. Sie fand die Unterstützung des Filmregisseurs Eldar Alexandrowitsch Rjasanow und errang bei der Wahl den zweiten Platz hinter Schachow bei einer Wahlbeteiligung von 29 %. Am 23. Dezember 2014 wurde der Verkehr auf der neuen Autobahn in den Rajons Solnetschnogorsk und Chimki durch den Chimkier Wald eröffnet.
Im April 2015 ließ sich Tschirikowa mit ihrer Familie in Estland nieder. Im Januar 2019 wandte sie sich in einem Offenen Brief an die estnische Präsidentin Kersti Kaljulaid, in dem sie die mangelnde Integration der russischen Bevölkerung beklagte.

## Ehrungen, Preise
- Woman of Courage Award (2011)
- Goldman Environmental Prize (2011)[16]